# Пећина Попшички пештер
Пећина Попшички пештер се налази у источној Србији, у северном делу Сврљишких планина, у долини Топоничке реке, на неких 2 км од села Попшица, а 15 км од Сврљига.

## Одлике
Попшичка пећина је једна од првих истраживаних пећина у Србији. Њу су детаљно истражили Јован Цвијић 1889. године и Јован Жујовић 1893. године, а 1923. године и европска међународна експедиција.
Настала је као резултат крашке ерозије транзитних вода у изолованом красу и спада и у палеонтолошки локалитет у коме је откривен фосилни скелет пећинског медведа (Урсус спелаеус).
Пећински накит је углавном малих димензија, без неког посебног естетског значаја.
Пећина има три улаза и дужину од око 530 метара и састоји се из више морфолошких целина:
- Северни улазни канал — 43 м
- Јужни улазни канал — 43 м
- Централна дворана
- Систем северног споредног канала — 153 м
- Главни канал — 235 м
- Понорски канал — 12 м
- Мишја дворана — 12 м
- Дворана када — 10 м
- Ниска дворана

Пећина је под заштитом државе као спелеолошки споменик природе 3. категорије.